# جمیل‌لر
جمیل‌لر (به لاتین: Cəmillər) یک منطقهٔ مسکونی در جمهوری آذربایجان است که در شهرستان شوشی واقع شده‌است.